# Jun Maeda
Pour les articles homonymes, voir Maeda.
 (mars 2012).
Si vous disposez d'ouvrages ou d'articles de référence ou si vous connaissez des sites web de qualité traitant du thème abordé ici, merci de compléter l'article en donnant les références utiles à sa vérifiabilité et en les liant à la section « Notes et références ».
Jun Maeda (麻枝 准, Maeda Jun) est un écrivain japonais, né le 3 janvier 1975, et l'un des cofondateurs du studio Key. Il est considéré comme l'un des pionniers du visual novel, notamment du nakige (泣きゲー "jeu tire-larmes"), et a principalement contribué comme auteur, parolier et compositeur des jeux produits par le studio. Son style était initialement inspiré par James Herbert Brennan, et s'avère influencé par La Fin des temps d'Haruki Murakami.

## Biographie
Son nom de naissance en kanji s'écrit Maeda Jun (前田 純), bien qu'il n'y ait aucun changement dans la prononciation. Originaire de la préfecture de Mie au Japon, il a terminé ses études au lycée de Mie, puis à l'Université Chūkyō de Nagoya où il obtient une licence en psychologie. Avant la création de Key, Maeda a travaillé pour la compagnie Tactics, où il était chargé de la conception de deux de ses jeux, Moon. et One: Kagayaku Kisetsu e. 
À la suite de leur succès, il décide de fonder son propre studio, aux côtés de certains membres de leur équipe de développement, parmi lesquels Shinji Orito et Itaru Hinoue. Après la création de Key, l'implication de Maeda se retrouve ainsi grandement dans des titres réputés comme Kanon, Air, Clannad, Little Busters!, Angel Beats! et Charlotte. Il est aussi le scénariste du manga Hibiki's Magic, dessiné par Izumi Rei.